# Enrique González Tuñón

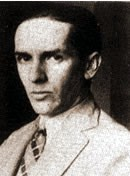
Enrique González Tuñón

Enrique González Tuñón (* 1901 in Buenos Aires; † 1943 in Cosquín, Córdoba) war ein argentinischer Schriftsteller. 

## Leben und Wirken
González Tuñón entstammte einer alteingesessenen Familie Argentiniens; sein jüngerer Bruder war der Journalist Raúl González Tuñón. 
Er begann schon früh zu schreiben und durch seine Kontakte zu verschiedenen literarischen Gesellschaften, wie Grupo Boedo oder Grupo Florida, wurden seine Werke auch bald schon veröffentlicht; erstmals meist in den Zeitschriften dieser Literaturgesellschaften.  
Enrique González Tuñón starb 1943 in Cosqín und fand dort auch seine letzte Ruhestätte.

## Werke (Auswahl)
- Tangos (Los olvidados; Band 2). Librería Histórica, Buenos Aires 2003, ISBN 987-989719-6 (EA Buenos Aires 1926).
- El alma de las cosas inanimadas. 1927.
- La rueda del molino mal pintado (Librosde Buenos Aires; Band 9). Centro Editorial de América Latina, Buenos Aires 1969 (EA Buenos Aires 1928).
- Apologia de un hombre santo. 1930.
- Camas desde un peso. Editorial Deucalión, Buenos Aires 1956 (EA Buenos Aires 1932).
- El tirano. Novel sudamericana de honestas costumbres y justas liberalidades. Editorial Gleizer, Buenos Aires 1932.
- El cielo esta lejos (Biblioteca nueva de autores americanos; Band 1). Editorial Gleizer, Buenos Aires 1933.
- La sombras y la lombriz solitaria (Biblioteca nueva de autores americanos; Band 2). Editorial Gleizer, Buenos Aires 1933.
- La Calle de los Sueños Perdidos. SEA, Buenos Aires 1941.